# Yelena Azarova
Yelena Azarova –en ruso, Елена Азарова– (5 de junio de 1973) es una deportista rusa que compitió en natación sincronizada.
Participó en tres Juegos Olímpicos de Verano entre los años 1996 y 2004, obteniendo dos medallas, oro en Sídney 2000 y oro en Atenas 2004. Ganó una medalla de oro en el Campeonato Mundial de Natación de 1998, y siete medallas de oro en el Campeonato Europeo de Natación entre los años 1991 y 2000.

## Palmarés internacional
| Representando a la URSS |                         |                |        |
| Campeonato Europeo      |                         |                |        |
| Año                     | Lugar                   | Medalla        | Prueba |
| 1991                    | Atenas (Grecia)         | Medalla de oro | Equipo |
| Representando a Rusia   |                         |                |        |
| Juegos Olímpicos        |                         |                |        |
| Año                     | Lugar                   | Medalla        | Prueba |
| 2000                    | Sídney (Australia)      | Medalla de oro | Equipo |
| 2004                    | Atenas (Grecia)         | Medalla de oro | Equipo |
| Campeonato Mundial      |                         |                |        |
| Año                     | Lugar                   | Medalla        | Prueba |
| 1998                    | Perth (Australia)       | Medalla de oro | Equipo |
| Campeonato Europeo      |                         |                |        |
| Año                     | Lugar                   | Medalla        | Prueba |
| 1993                    | Sheffield (Reino Unido) | Medalla de oro | Equipo |
| 1995                    | Viena (Austria)         | Medalla de oro | Dúo    |
| 1995                    | Viena (Austria)         | Medalla de oro | Equipo |
| 1997                    | Sevilla (España)        | Medalla de oro | Equipo |
| 1999                    | Estambul (Turquía)      | Medalla de oro | Equipo |
| 2000                    | Helsinki (Finlandia)    | Medalla de oro | Equipo |